# Passaporte bengali

Capa do passaporte bengali.

O passaporte bengali é emitido para os cidadãos de Bangladesh para viagens internacionais. O passaporte é emitido pelo Governo da República Popular de Bangladesh, ou por qualquer de suas missões no exterior para os cidadãos de Bangladesh que são cidadãos por nascimento ou por descendência. O passaporte de Bangladesh é válido em todos os países do mundo, exceto Israel, que é um estado não reconhecido pelo Bangladesh.
Em 2016, os cidadãos de Bangladesh tinham isenção de visto ou visto sobre o acesso de chegada para 39 países e territórios, ocupando o 96ª posição entre os passaportes no mundo, de acordo com o Índice de restrições de visto.

## Visão geral
O Governo do Bangladesh tem implementado um projeto para substituir 6,6 milhões de passaportes de Bangladesh com novos passaportes de leitura óptica. De acordo com uma orientação da Organização Internacional da Aviação Civil (ICAO), passaportes de leitura óptica (MRP) e Machine-readable Visa (MRV) foram iniciados pelo Governo de Bangladesh a partir de abril de 2010. Todos os passaportes tradicionais não-MRs foram retirados de circulação em novembro de 2015. Os passaportes de leitura óptica de Bangladesh são produzidos pela empresa de tipografia de segurança polonesa Polska Wytwornia Papierow Wartosciowych.
O governo de Bangladesh vai criar 85 novos escritórios de passaporte e seis células visto em casa e no exterior para a emissão legíveis passaportes (PRM) e Machine Readable Vistos (MRV). Para bengalis não residentes, 66 escritórios de passaporte serão definidos em 66 missões de Bangladesh e consulados no exterior, que irão emitir passaportes de leitura óptica. A substituição de todos os passaportes durou quase 3 anos, finalizando em novembro de 2015.

## Tipos de passaporte
Existem três tipos de passaportes adotados pelos cidadãos de Bangladesh:
- Passaporte comum (capa verde): Este é o tipo mais comum de passaporte. Qualquer cidadão de Bangladesh pode possuir um passaporte "regular" para viagens internacionais. Crianças de qualquer idade que desejarem viajar ao exterior também é exigido este passaporte, não podendo viajar com o passaporte de seus pais. O período máximo de validade de um passaporte regular é de 5 anos.[1]

- Passaporte oficial (capa azul): Os funcionários do governo de Bangladesh estão habilitados a desenvolver este tipo de passaporte. Ele fornece aos titulares acesso gratuito de vistos para determinados países (como a Rússia, China, Índia, Singapura, Malásia, Kuwait, Camboja, Coreia do Sul, Indonésia, Vietnã, Myanmar, Chile, Turquia, Laos e  Bielorrússia), permitindo geralmente livre acesso a seus titluares. O passaporte oficial é identificado por um selo azul na primeira página.[1]

- Passaporte diplomático (capa vermelha): Este tipo de passaporte só pode ser adquirido por cidadãos de Bangladesh, que são membros ou funcionários da comunidade diplomática. Além deles, os membros do Parlamento recebem este tipo de passaporte. Este passaporte dá acesso livre de visto para mais países do que o passaporte oficial. Passaportes diplomáticos podem ser claramente identificado por sua capa vermelha, que os diferencia dos passaportes regulares, de cor verde, ou dos passaportes oficiais, de capa azul.[1]

## Informações
A capa interna contém a data e local de emissão do passaporte, bem como a declaração do presidente, dirigindo-se às autoridades de todos os outros Estados, identificando o portador como um cidadão dos República Popular do Bangladesh e solicitando que ele ou ela seja permitido para passar e ser tratado conforme as normas internacionais. A nota dentro dos passaportes de Bangladesh afirma:
Em Bengali (Bangla) :
গণপ্রজাতন্ত্রী বাংলাদেশের রাষ্ট্রপতির পক্ষে সংশ্লিষ্ট সকলকে এই মর্মে জানান যাইতেছে এবং প্রত্যাশা করা হইতেছে যে, ইহার বাহককে অবাধে ও বিনা প্রতিবন্ধকতায় গমনাগমনের অনুমতি এবং তাহার প্রয়োজনে সকল প্রকার সহায়তা ও নিরাপত্তা প্রদান করা হউক.
গণপ্রজাতন্ত্রী বাংলাদেশের রাষ্ট্রপতির আদেশক্রমে
Em português:
Esta é a solicitação e exigência, em nome do Presidente da República Popular de Bangladesh, à todos aqueles a quem possa interessar, para permitir que o portador passe livremente sem impedimentos e fornecer a ele/ela toda a assistência e proteção dos quais ele/ela pode estar em necessidade.
Por despacho do presidente da República Popular do Bangladesh